# Wang Anyi
Pour les articles homonymes, voir Wang (patronyme).
Dans ce nom, le nom de famille, Wang, précède le nom personnel.
Wang Anyi (chinois simplifié : 王安忆 chinois traditionnel : 王安憶 pinyin : Wáng Ānyì), née le 6 mars 1954 à Nankin (Chine), est une écrivaine chinoise de romans pour adultes et de la littérature pour enfants. La majorité de ses œuvres se déroulent à Shanghai, où elle vit et travaille la majeure partie de sa vie. Wang Anyi écrit également sur la campagne de l'Anhui, où elle est "envoyée" pendant la Révolution culturelle. Ses œuvres sont traduites en anglais, allemand et français. Elle obtient le prix littéraire Mao Dun en 2000.

## Biographie
Wang Anyi est la fille de l'écrivaine Ru Zhijuan. Née à Nankin mais élevée à Shanghai, elle est envoyée en 1970 à la campagne en tant que « jeune instruite » dans le Anhui. Elle retourne à Shanghai par la suite. Autrice d'une œuvre abondante, elle écrit aussi de la littérature pour enfants.
En 1985, on lui attribue le Prix du meilleur roman.
En 2000, elle reçoit le prix littéraire Mao Dun pour son roman Le Chant des regrets éternels (长恨歌, chánghèn gē), qui a été adapté au cinéma par Stanley Kwan sous le titre Everlasting Regret en 2005.
Elle est présidente de l'Association des écrivains de Shanghai depuis 2001.

## Œuvre
Son roman Xiao Baozhuang fait partie du mouvement de la Recherche des racines. Elle y décrit un village où se manifeste la continuité des valeurs du passé, en pleine Révolution culturelle. Dans d'autres romans et nouvelles, elle raconte la vie des jeunes instruits. Amour et sexualité sont ensuite au centre d'une trilogie, Amour dans une montagne dénudée, Amour dans une petite ville, Amour dans une vallée enchantée.
Dans ses œuvres, elle accorde une attention primordiale au fond, sur lequel se déroule une histoire, aux dépens des sentiments et de la prise de conscience de ses protagonistes[réf. nécessaire]. Son roman Les Lumières de Hong Kong porte sur la question d'une quête de l’identité et traduit ses impressions de la communauté des Chinois à l’étranger.

## Liste des œuvres
- 1981 : Yu, shashasha (Le Murmure de la pluie)
- 1981 : Benci lieche zhongdian (Terminus)
- Xiao Baozhuang (Le Petit Bourg des Bao)
- 1986-1987 : Huangshan zhi lian (Amour dans une montagne dénudée), Xiaocheng zhi lian (Amour dans une petite ville), Jinxiugu zhi lian (Amour dans une vallée enchantée)
- 1990 : "Shushu de gushi" ("histoire de mon oncle")
- 1995 : Xianggang de qing yu ai (Les Lumières de Hong Kong)
- 1996 : Changhen ge (Le Chant des regrets éternels)

## Prix, récompenses et distinctions
- 1985 : prix du meilleur roman pour Xiao Baozhuang
- 2000 : prix Mao Dun de littérature pour Le Chant des regrets éternels
- 2013 : chevalière de l'ordre des Arts et des Lettres[4]

## Traductions
Œuvres publiées en français
- Miaomiao ou les chimères de la ville, trad. Liu Fang, dans Œuvres choisies des femmes écrivains, Littérature chinoise, « Panda », Pékin, 1995
- Les Lumières de Hong Kong, trad. Denis Bénéjam, Éditions Philippe Picquier, 2001. [compte-rendu]
- Sur le bateau, trad. Marie Laureillard, dans Pékin-Istanbul, Meet n°8, 2004, Saint-Nazaire

- Amère Jeunesse. Bleu de Chine, 2004.
- Le Chant des regrets éternels, trad. Yvonne André et Stéphane Lévêque, Éditions Philippe Picquier, 2006.
- Amour dans une petite ville. Éditions Philippe Picquier, 2007.
- Amour dans une vallée enchantée. Éditions Philippe Picquier, 2008.
- « Liu Jianhua, le travailleur migrant », dans Nicolas Idier (dir.), Shanghai : histoire, promenades, anthologie et dictionnaire, Éditions Robert Laffont, coll. « Bouquins », 2010, p. 1181-1187.
- "Histoire de mon oncle", trad. Yvonne André, éditions Philippe Picquier, 2020.

Œuvres publiées en anglais
- Brocade Valley. New Directions, New York 1992.
- Baotown. W. W. Norton & Company, 1989.
- Lapse of Time. Foreign Languages Press, Beijing, China 2005.